# Mariam Bah
Mariam Bah (6 de julio de 1976) es una deportista marfileña que compitió en taekwondo. Ganó tres medallas en el Campeonato Africano de Taekwondo entre los años 2001 y 2005.

## Palmarés internacional
| Campeonato Africano | Campeonato Africano       | Campeonato Africano | Campeonato Africano |
| Año                 | Lugar                     | Medalla             | Categoría           |
| ------------------- | ------------------------- | ------------------- | ------------------- |
| 2001                | Dakar (Senegal)           | Medalla de bronce   | –63 kg              |
| 2003                | Abuya (Nigeria)           | Medalla de oro      | –63 kg              |
| 2005                | Antananarivo (Madagascar) | Medalla de plata    | –59 kg              |